# ليفي لينكون
ليفي لينكون الأب (بالإنجليزية: Levi Lincoln, Sr.)‏ (15 مايو 1749 – 14 أبريل 1820) هو ثوري ومحامي ورجل دولة أمريكي من ماساتشوستس. وهو من الجمهوريين الديمقراطيين، وشغل منصب النائب العام في إدارة الرئيس توماس جيفرسون، ولعب دورا هاما في الأحداث التي أدت إلى قضية ماربوري ضد ماديسون الشهيرة. شغل بعدها منصب نائب حاكم ولاية ماساتشوستس، ثم شغل منصب الحاكم لبقية فترة الحاكم جيمس سوليفان بعد وفاة الأخير في ديسمبر 1808. لم ينجح لينكون عندما ترشح لانتخابات حاكم الولاية بنفسه في عام 1809.
ولد لينكولن في هينغهام، ماساتشوستس، وتلقى تعليمه في جامعة هارفارد، ودرس القانون مع جوزيف هاولي قبل أن يؤسس مكتب محاماة في ورسستر، ماساتشوستس. وكان ناشطا في سياسة الولاية، وشارك في المؤتمر الذي صاغ دستور ماساتشوستس في عام 1779. كما دعم كووك ووكر، وهو عبد سابق سعى لتأكيد حريته بموجب هذا الدستور في عام 1783. دخل السياسة الوطنية بانتخابه إلى مجلس النواب الأمريكي في عام 1800، ولكن تم تعيينه على الفور لمنصب النائب العام من قبل جيفرسون. خدم لينكون مع جيفرسون كمستشار في سياسة نيو إنغلاند، وكان مؤثرا في توزيع الرعاية في المنطقة. وخدم في لجنة حلت الدعاوى القضائية الناشئة عن فضيحة أرض يازو في جورجيا، ونصح جيفرسون بشأن المسائل المتعلقة بعملية شراء لويزيانا.
عاد لينكون إلى ماساتشوستس، حيث ظل ناشطا سياسيا في الولاية. وعزز هيمنة الجمهوريين في ورسستر، رغم أن الولاية هيمن عليها الفيدراليون. تم انتخابه نائب الحاكم في عهد جيمس سوليفان في عام 1807، لكنه فشل في الفوز بالانتخابات بنفسه في 1809 في انتخابات كانت حزبية للغاية. تقاعد من السياسة في عام 1811، ورفض الترشح لرئاسة المحكمة العليا بسبب صحته. وكانت ذريته نافذة في ورسستر في أغلب سنوات القرن التاسع عشر.